# Hellebæk (plaats)
Hellebæk is een plaats in de Deense regio Hovedstaden, gemeente Helsingør, en telt 5475 inwoners (2007).
- Library of Congress Control Number: n81018414
- Nationale Bibliotheek van Israël: 987007550300405171
- Virtual International Authority File: 138380725